# Иван Начов
Иван Митрев Начов е български революционер, деец на Вътрешната македоно-одринска революционна организация и Илинденското дружество.

## Биография
Роден е в 1879 година в битолското село Гявато, тогава в Османската империя, днес в Северна Македония. Включва се дейно в националноосвободителни борби на българите в Македония и влиза във ВМОРО. Взима активно участие в борбата на българите в периода 1900 – 1903 година. Като куриер Начов пренася оръжие, муниции и превежда четите от село до село. Става десетар в четата на Георги Сугарев и участва в серия сражения по време на Илинденско-Преображенското въстание. Като четник при Сугарев Начов участва в сражението с османски сили при село Доленци, а след това и в сражението при родното му Гявато, което е запалено от турците и четниците продължават боя при Смилево. След запалването и на Смилево четата се оттегля към Боишката планина. След това участва и в боя при Слепче при дълго сражение с османските сили, при което за един ден падат убити 60 души от четата.
Не участва в Балканските и в Първата световна война, тъй като по това време е емигрант в Америка.
На 4 март 1943 година, като жител на Гявато, подава молба за народна пенсия, която е одобрена и отпусната от Министерския съвет на Царство България.